# لورين ستيفنز
لورين ستيفنز (بالإنجليزية: Lauren Stephens)‏ هي دراجة أمريكية، ولدت في 28 ديسمبر 1986 في مسكيت في الولايات المتحدة.

## وصلات خارجية
- الموقع الرسمي
- لورين ستيفنز على موقع الاتحاد الدولي للدراجات (الإنجليزية)
- لورين ستيفنز على موقع أرشيف الدراجات (الإنجليزية)
- لورين ستيفنز على موقع إحصائيات الدراجات الإحترافية (الإنجليزية)
- لورين ستيفنز على موقع نسبة الدراجات (الإنجليزية)